# Costa Rica (Mato Grosso del Sur)
Costa Rica es un municipio brasileño situado en el estado de Mato Grosso do Sul.
Situado en el norte del estado, a 661 m s. n. m., su población estimada es de 19.670 habitantes, la superficie es de 5.362 km². Es considerada la capital estatal del algodón y la capital estatal de los deportes de aventura. El Parque Municipal del Río Sucuriú es el principal centro turístico del municipio.
Dista de 339 km de la capital estatal Campo Grande, 800 km de la capital nacional Brasilia y 1000 km de São Paulo.